# Сандісфілд (Массачусетс)
Сандісфілд (англ. Sandisfield) — місто (англ. town) в США, в окрузі Беркшир штату Массачусетс. Населення — 989 осіб (2020).

## Демографія
Згідно з переписом 2010 року, у місті мешкало 915 осіб у 377 домогосподарствах у складі 250 родин. Було 671 помешкання
Расовий склад населення:
| - 96,4 % — білих - 0,9 % — чорних або афроамериканців - 0,8 % — азіатів - 0,2 % — вихідців з тихоокеанських островів - 0,1 % — корінних американців |

До двох чи більше рас належало 1,3 %. Частка іспаномовних становила 1,1 % від усіх жителів.
За віковим діапазоном населення розподілялося таким чином: 17,2 % — особи молодші 18 років, 63,0 % — особи у віці 18—64 років, 19,8 % — особи у віці 65 років та старші. Медіана віку мешканця становила 49,9 року. На 100 осіб жіночої статі у місті припадало 115,3 чоловіків;  на 100 жінок у віці від 18 років та старших — 116,6 чоловіків також старших 18 років.
Середній дохід на одне домашнє господарство  становив 93 702 долари США (медіана — 68 636), а середній дохід на одну сім'ю — 108 661 долар (медіана — 82 125). Медіана доходів становила 50 114 долари для чоловіків та 43 125 доларів для жінок. За межею бідності перебувало 4,1 % осіб, у тому числі 0,0 % дітей у віці до 18 років та 4,5 % осіб у віці 65 років та старших.
Цивільне працевлаштоване населення становило 412 осіб. Основні галузі зайнятості: освіта, охорона здоров'я та соціальна допомога — 26,7 %, науковці, спеціалісти, менеджери — 18,0 %, будівництво — 11,7 %, виробництво — 10,2 %.